# Nick Simper
Nicholas John Simper (n. 3 noiembrie 1945 la Frogmore House Maternity Home, Norwood Green, Southall, Middlesex) este un basist, cunoscut ca fiind unul din membrii fondatori ai trupei hard rock Deep Purple.